# Атамекен (Мангистауская область)
Атамекен (каз. Атамекен) — село в Мунайлинском районе Мангистауской области Казахстана. Административный центр и единственный населённый пункт одноимённого сельского округа. Находится непосредственно восточнее города Актау, примерно в 7 км к западу-юго-западу (WSW) от села Мангистау, административного центра района. Код КАТО — 475032100.

## Население
В 1999 году постоянное население в селе отсутствовало. По данным переписи 2009 года, в селе проживало 22 428 человек (11 556 мужчин и 10 872 женщины). На 1 октября 2018 года численность населения составляла 40,9 тыс. человек.